# Эрат, Мартин
Ма́ртин Э́рат (чеш. Martin Erat произношениео файле; 28 августа 1981, Тршебич, ЧССР) — чешский хоккеист, нападающий. Участник четырёх зимних Олимпиад (2006, 2010, 2014, 2018) в составе сборной Чехии. Младший брат хоккеиста Романа Эрата.

## Игровая карьера

### Клубная карьера
Начал карьеру в 1998 году в клубе «Злин», дебютировав в чешской Экстралиге. Летом 1999 года отправился за океан, в клуб Западной хоккейной лиги (WHL) «Саскатун Блейдз». 11 января 2001 года обменян в «Ред-Дир Ребелз» вместе с Дарси Робинсоном и Кэмом Ондриком на Майкла Гарнетта, Джастина Валлина и соотечественника Мартина Вымазала. Концовка сезона 2000/2001 в «Ред-Дир» получилась для Эрата блестящей. Он стал лучшим бомбардиром, снайпером и ассистентом плей-офф (15 шайб и 21 передача в 22 матчах), тем самым помог команде стать чемпионами Западной хоккейной лиги и получить право участия в Мемориальном кубке 2001, который «Ред-Дир» тоже выиграл, а Эрат набрал в 4 матчах 6 очков (1 гол и 5 передач). В сезоне 2001/2002 дебютировал в НХЛ за команду «Нэшвилл Предаторз». Во время локаута в сезоне 2004/2005 вернулся в «Злин», которому помог дойти до финала чемпионата Чехии, став лучшим снайпером плей-офф Экстралиги (7 шайб в 16 матчах). После окончания локаута вернулся в «Нэшвилл», за который выступал до конца сезона 2012/2013. 4 марта 2008 года Эрат сделал свой первый хет-трик в НХЛ, в матче против «Тампы-Бэй», который его команда выиграла со счётом 5:1, причём дважды ему ассистировал его соотечественник Ян Главач. 8 декабря 2009 года Эрат во второй раз в своей заокеанской карьере сделал хет-трик, в матче с «Ванкувер Кэнакс» он принёс победу со счётом 4:2 «Нэшвиллу», набрав 4 (3+1) очка. 3 апреля 2013 года «Предаторз» обменяли Мартина Эрата и Майкла Латту в «Вашингтон Кэпиталз» на нападающего Филипа Форсберга. В «Вашингтоне» Эрат показывал низкую результативность (всего 2 шайбы за 66 игр, включая плей-офф кубка Стэнли 2013). 4 марта 2014 года «Вашингтон Кэпиталз» обменяли Мартина Эрата и нападающего Джона Митчелла в «Финикс Койотис» на выбор в четвёртом раунде драфта 2015 года, нападающего Криса Брауна и защитника Ростислава Клеслу. Летом 2015 года Эрат вернулся в Европу, подписав годичный контракт с клубом КХЛ «Авангард» (Омск). Поиграв год за в КХЛ, Эрат вернулся в чешскую Экстралигу, перейдя в клуб «Комета» (Брно). Следующие 2 сезона получились для Эрата отличными. Он помог «Комете» дважды подряд выиграть чешский чемпионат, набрав 101 очко в 115 матчах Экстралиги. После этого Эрат отыграл еще 2 сезона в составе «Кометы», но из-за травм сыграл всего лишь 43 матча. По этой причине, летом 2020 года, он принял решение завершить карьеру хоккеиста.

### Сборная Чехии
В составе сборной Чехии Эрат становился бронзовым призером Олимпийских игр 2006 и чемпионата мира 2012, а также выиграл серебряную медаль чемпионата мира 2006. Был капитаном чешской сборной на Олимпийских играх 2018. Также участвовал на чемпионатах мира 2008 и 2015, Олимпийских играх 2010 и 2014. Всего за сборную Чехии провёл 67 матчей, набрал 35 очков (14 шайб и 21 передачу).
В составе молодежной сборной завоевал золото на чемпионате мира 2001, набрав в 7 матчах 3 очка (2 гола и 1 передачу).

## Достижения
- Серебряный призер чемпионата Чехии 2005 и чемпионата мира 2006
- Бронзовый призер Олимпийских игр 2006 и чемпионата мира 2012
- Чемпион мира среди молодёжи (до 20 лет) 2001
- Чемпион Западной хоккейной лиги (WHL) 2001
- Обладатель Мемориального кубка 2001
- Чемпион Чехии 2017 и 2018
- Лучший хоккеист плей-офф чешской Экстралиги 2018
- Лучший снайпер плей-офф чешской Экстралиги 2005
- Лучший бомбардир, снайпер и ассистент плей-офф Западной хоккейной лиги (WHL) 2001

## Статистика
| Легенда | Легенда                    | Легенда | Легенда                   | Легенда | Легенда    |
| ------- | -------------------------- | ------- | ------------------------- | ------- | ---------- |
| И       | Количество проведённых игр | Штр     | Штрафное время            | +/−     | Плюс-минус |
| Г       | Голы                       | П       | Голевые передачи          | О       | Очки       |
| -       | Статистика неизвестна      | —       | Статистика не учитывалась |         |            |